# Осока видовжена
Осока видовжена (Carex elongata) — вид рослин родини осокові (Cyperaceae), поширений у Європі й зх. Азії.

## Опис
Багаторічна трав'яниста рослина 40–70 см. Висота підйому язичка вдвічі перевищує ширину листового піхви. Суцвіття (3)5–7(9) см завдовжки, з 6–12(18) колосків. Зрілі мішечки 2.5–3.5 мм завдовжки. Покривні луски їх іржаво-коричневі або у тіньових форм зелені, вдвічі або на 1/3 коротше мішечків.

## Поширення
Поширений у Європі й зх. Азії.
В Україні вид зростає на осокових болотах, в чорно-вільшняках, сирих верболозах — в Поліссі й Карпатах спорадично; в Лісостепу і Степу зрідка.

## Галерея

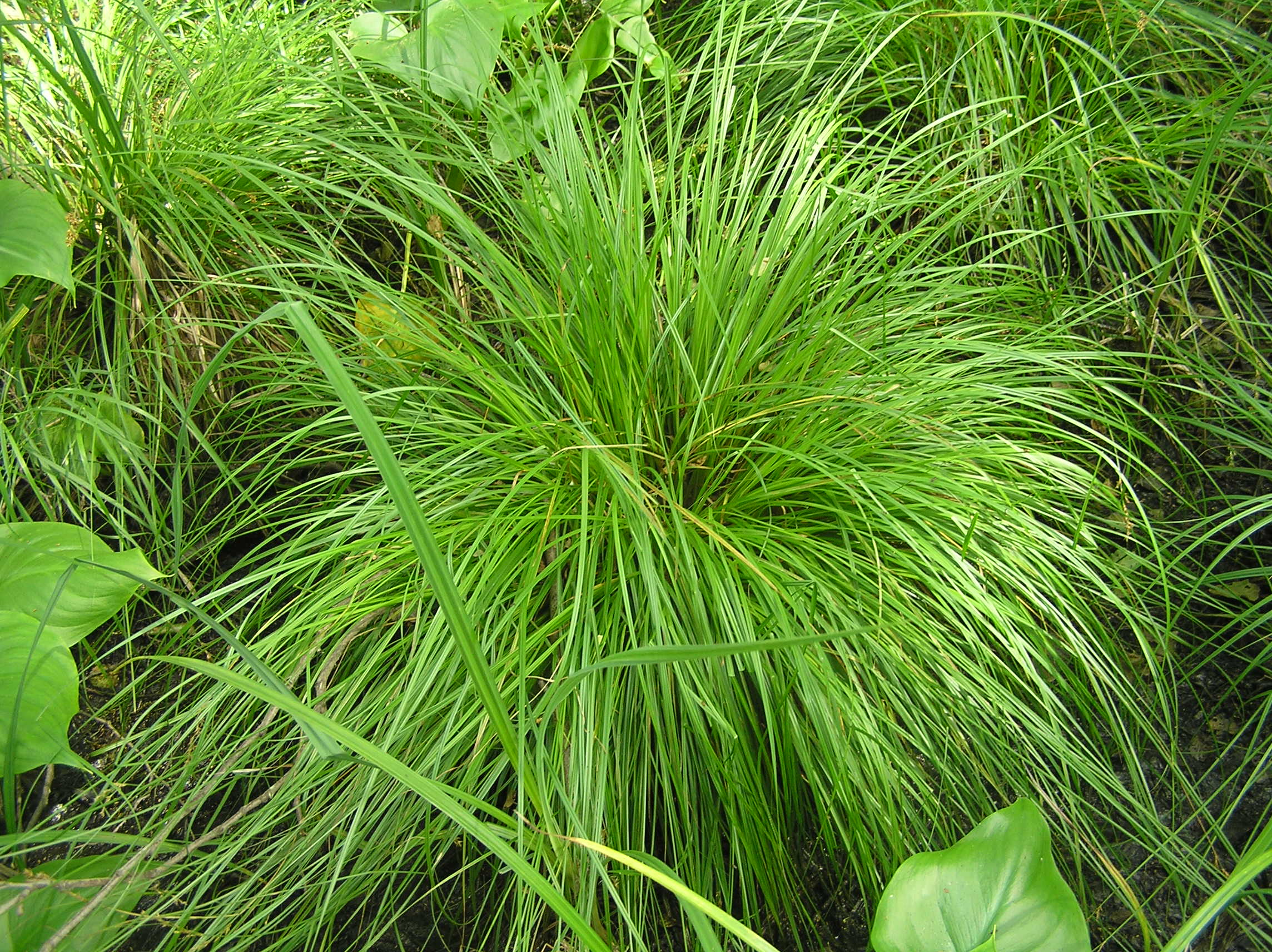
рослина
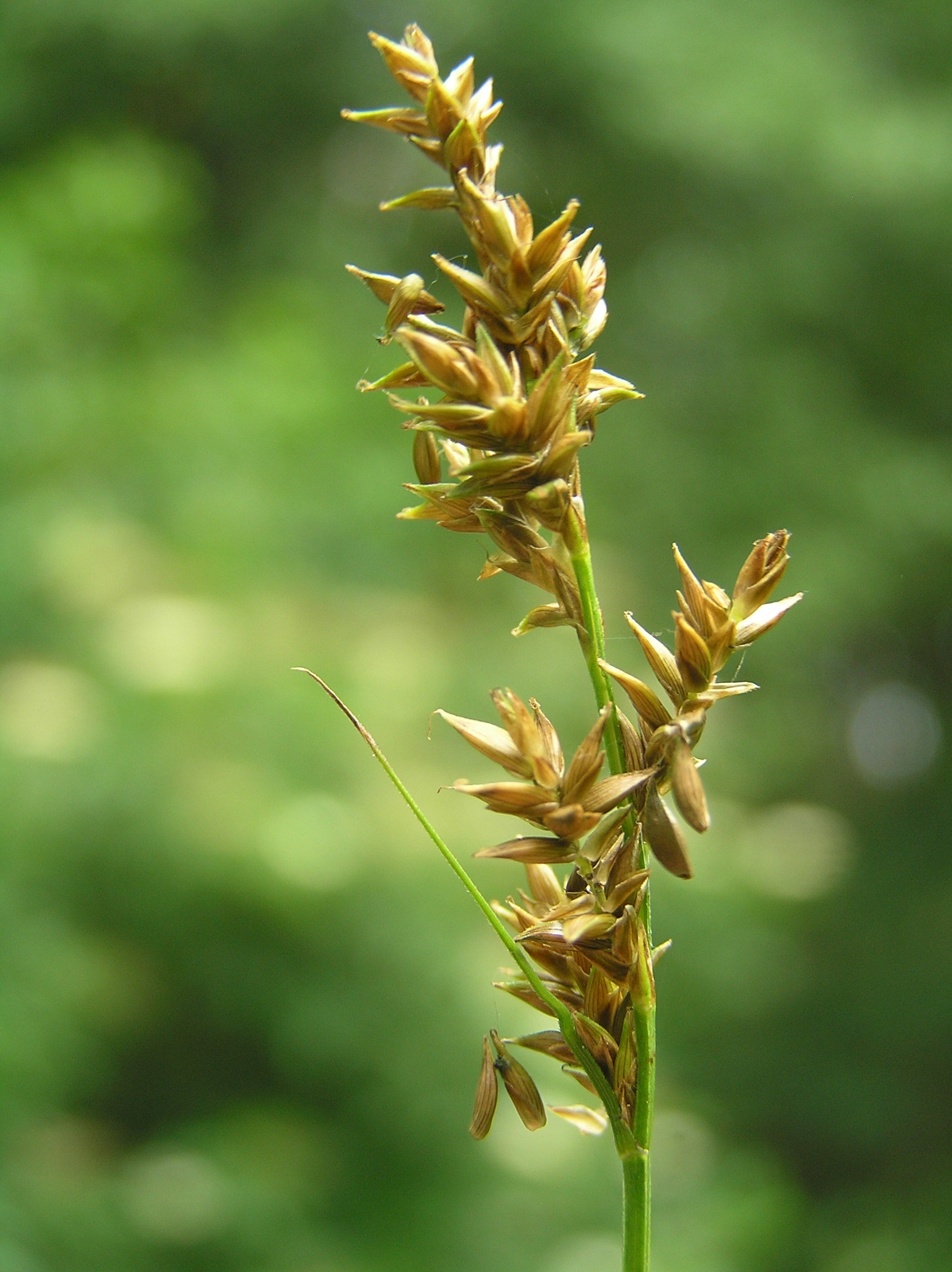
суцвіття
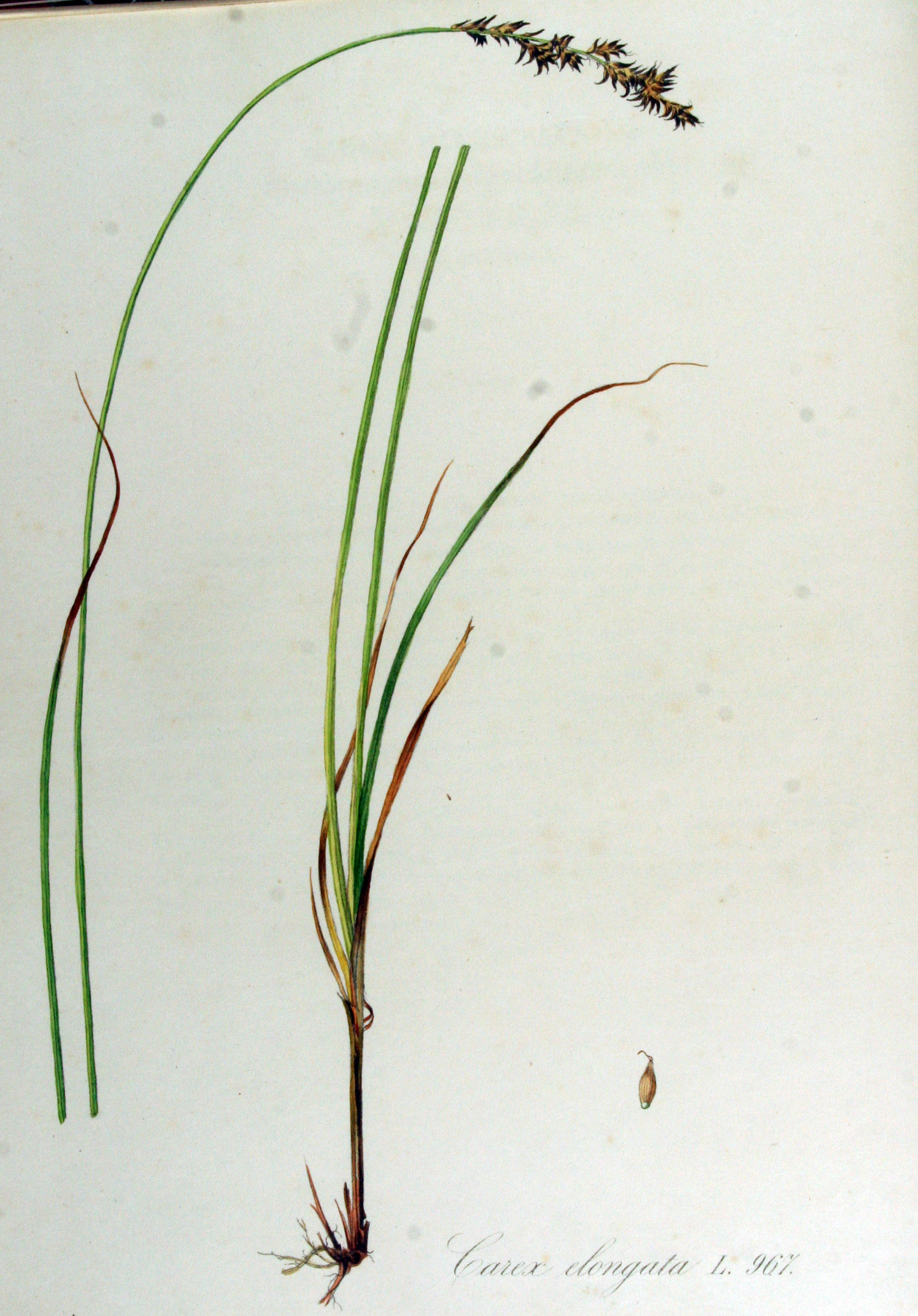
ілюстрація